# 夕張川
夕張川（ゆうばりがわ）は、北海道の主に空知総合振興局管内、一部は石狩振興局管内を流れる石狩川水系石狩川支流の一級河川である。

## 地理
北海道夕張市北東の空知郡南富良野町との境界に位置する夕張山地の鉢盛山に源を発し南西へ流れ、平野部に出ると北西に転じ、江別市東部で石狩川に合流する。
夕張市の山間部には夕張シューパロダム・清水沢ダムがある。

## 流域の自治体
空知総合振興局管内
夕張市、夕張郡栗山町、由仁町、長沼町、岩見沢市、空知郡南幌町
石狩振興局管内
江別市

## 支流
括弧内は流域の自治体
- ペンケモユウパロ川（夕張市）
- パンケモユウパロ川（夕張市）
- 志幌加別川（夕張市）
- クオーベツ川（由仁町）
- 阿野呂川（栗山町）
- ヤリキレナイ川（由仁町）
- 雨煙別川（栗山町）
- 旧夕張川（長沼町/南幌町） - 夕張川新水路工事以前の本流。石狩川#石狩川開発史を参照。
- 幌向川（岩見沢市/江別市）- 読み：ほろむいがわ。夕張川新水路工事以前は石狩川に合流。